# Eremobatidae
Los eremobátidos (Eremobatidae) son una familia de arácnidos solífugos distribuidos por América central y Norteamérica. Miembros de la familia están presentes en el sudoeste de Estados Unidos y México.

## Taxonomía
Se conocen 2 subfamilias y unos 8 géneros:
Eremobatinae
- Eremobates (88 especies)
- Eremocosta (13 especies)
- Eremorhax (10 especies)
- Eremothera (2 especies)
- Horribates (3 especies)

Therobatinae
- Chanbria (4 especies)
- Eremochelis (36 especies)
- Hemerotrecha (31 especies)